# Michiel ten Hove

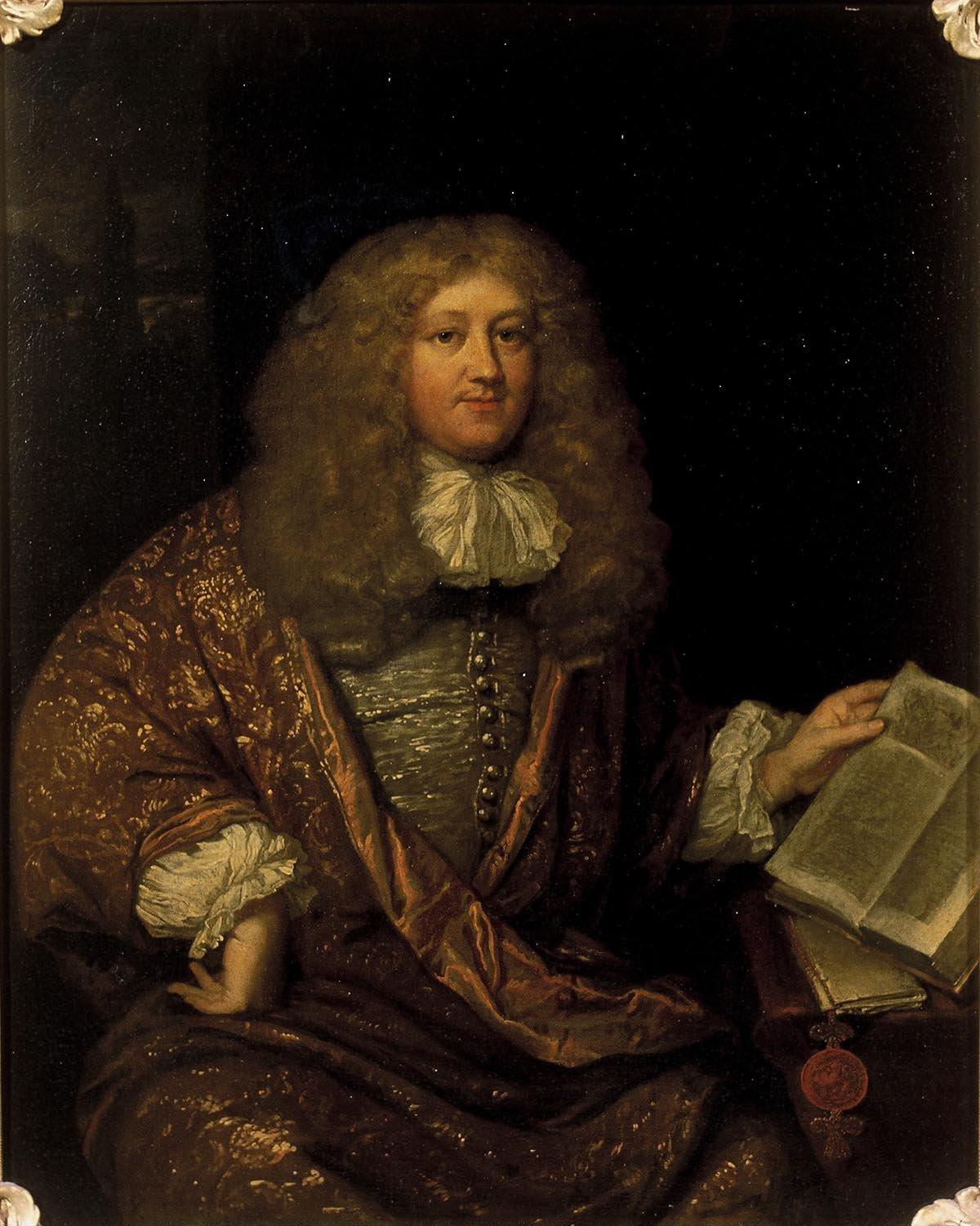
Michiel ten Hove

Michiel ten Hove (* 24. Februar 1640 in Den Haag; † 24. März 1689 ebenda) war in den Jahren 1688 und 1689 interimistisch Ratspensionär der Staaten von Holland und Westfriesland. Da Ten Hove im Jahre 1689 schon im jungen Alter verstorben war, konnte er zu keiner offiziellen Ernennung als Ratspensionär gelangen.
Ten Hove war der Sohn von Nicolaas ten Hove und Cornelia Fagel, einer seiner Onkel war der bedeutende Staatsmann Gaspar Fagel.
Ten Hove erfüllte seit dem Jahre 1664 einen Rechtsanwaltsposten bei der Niederländischen Westindien-Kompanie. Seit dem Rampjaar 1672, und dem Sturz von Johan de Witt trat Ten Hove als Pensionär der Stadt Haarlem auf. Nach dem Tod seines Onkels Gaspar Fagel wurde Ten Hove interimistisch zum neuen Ratspensionär bestellt.

## Nachweise
1. ↑  Remonstration of the Administrators of the Dutch West India Company to their Lords the State General about Several Examples of Tyranny and Violence by the English in New Netherland. World Digital Library, abgerufen am 8. Februar 2013.